# Đảng Tân tiến
Shinshinto (tiếng Nhật: 新進党, "Tân tiến đảng") là một cựu chính đảng Nhật Bản. Đây là một đảng được tạo ra do việc sáp nhập nhiều đảng nhỏ và có tư tưởng đa dạng, có đảng viên gồm những người theo xã hội và những người tân tự do cũng như bảo thủ. Hiện nay đảng này không còn hoạt động nữa.
Đảng này đã được thành lập năm 1994 bởi cựu thủ tướng Nhật Kaifu Toshiki và ngay lập tức trở thành một trong những thành viên của liên minh chống Đảng Dân chủ Nhật Bản đang quyền do Hosokawa Morihiro lãnh đạo. Đảng này đã trợ giúp chính phủ do Tân đảng Nhật Bản lãnh đạo và Đảng Tân sinh trong việc kiểm soát chính phủ cho đến khi chính phủ này bị sụp đổ năm 1996. Năm 1995, cựu lãnh đạo liên minh Hata Tsutomu đã bị Ozawa Ichirō loại bỏ và lãnh đạo đảng này cho đến khi giải thể.
Đảng này đã bị giải thể năm 1998 và các đảng viên đảng này dạt vào các đảng nhỏ khác, bao gồm Đảng Tự do, Câu lạc bộ Cải tổ, Đảng Hòa bình mới và Tân đảng Hữu ái. Các đảng phái này cuối cùng đã được nhập vào Đảng Dân chủ Nhật Bản, một đảng thiên tả.